# Élections législatives de 2002 en Savoie
Les élections législatives françaises de 2002 se déroulent les 9 et 16 juin 2002. Dans le département de la Savoie, trois députés sont à élire dans le cadre de trois circonscriptions.

## Élus
| Circonscription | Député sortant | Parti | Parti    | Député élu ou réélu | Parti | Parti |
| --------------- | -------------- | ----- | -------- | ------------------- | ----- | ----- |
| 1re             | Dominique Dord |       | UDF (PR) | Dominique Dord      |       | UMP   |
| 2e              | Hervé Gaymard  |       | RPR      | Hervé Gaymard       |       | UMP   |
| 3e              | Michel Bouvard |       | RPR      | Michel Bouvard      |       | UMP   |

## Résultats

### Résultats à l'échelle du département
| Parti                                      | Parti                             | Premier tour | Premier tour | Second tour | Second tour | Sièges |
| Parti                                      | Parti                             | Voix         | %            | Voix        | %           | Sièges |
| ------------------------------------------ | --------------------------------- | ------------ | ------------ | ----------- | ----------- | ------ |
|                                            | Union pour un mouvement populaire | 79 355       | 47,78        | 62 666      | 60,16       | 3      |
|                                            | Divers droite                     | 471          | 0,28         |             |             | 0      |
|                                            | Mouvement pour la France          | 362          | 0,22         | 0           |             |        |
|                                            | Majorité présidentielle           | 80 188       | 48,28        | 62 666      | 60,16       | 3      |
|                                            |                                   |              |              |             |             |        |
|                                            | Parti socialiste                  | 41 224       | 24,82        | 41 506      | 39,84       | 0      |
|                                            | Les Verts                         | 6 381        | 3,84         |             |             | 0      |
|                                            | Parti communiste français         | 5 952        | 3,58         | 0           |             |        |
|                                            | Pôle républicain                  | 2 574        | 1,55         | 0           |             |        |
|                                            | Gauche parlementaire              | 56 131       | 33,79        | 41 506      | 39,84       | 0      |
|                                            |                                   |              |              |             |             |        |
|                                            | Front national                    | 18 514       | 11,15        |             |             | 0      |
|                                            | Divers                            | 4 075        | 2,45         | 0           |             |        |
|                                            | Extrême gauche dont LCR, LO et PT | 3 835        | 2,31         | 0           |             |        |
|                                            | Divers écologiste dont GÉ         | 2 014        | 1,21         | 0           |             |        |
|                                            | Mouvement national républicain    | 1 340        | 0,81         | 0           |             |        |
|                                            |                                   |              |              |             |             |        |
| Inscrits                                   | Inscrits                          | 266 122      | 100,00       | 186 908     | 100,00      | 3      |
| Abstentions                                | Abstentions                       | 97 388       | 36,6         | 79 309      | 42,43       |        |
| Votants                                    | Votants                           | 168 734      | 63,4         | 107 599     | 57,57       |        |
| Blancs et nuls                             | Blancs et nuls                    | 2 637        | 1,56         | 3 427       | 3,18        |        |
| Exprimés                                   | Exprimés                          | 166 097      | 98,44        | 104 172     | 96,82       |        |
| Source : Ministère de l'Intérieur - Savoie |                                   |              |              |             |             |        |

### Résultats par circonscription

#### Première circonscription (Chambéry - Aix-les-Bains)
| Candidat       | Candidat                     | Parti            | Premier tour | Premier tour | Second tour | Second tour |  |
| Candidat       | Candidat                     | Parti            | Voix         | %            | Voix        | %           |  |
| -------------- | ---------------------------- | ---------------- | ------------ | ------------ | ----------- | ----------- |  |
|                | Dominique Dord sortant réélu | UMP              | 29 932       | 48,08        | 33 588      | 61,76       |  |
|                | Thierry Repentin             | PS               | 15 240       | 24,48        | 20 797      | 38,24       |  |
|                | Ginette Brault               | FN               | 7 664        | 12,31        |             |             |  |
|                | Benoit Leclair               | Les Verts        | 2 311        | 3,71         |             |             |  |
|                | Sophie Coquemer              | PCF              | 1 535        | 2,47         |             |             |  |
|                | Joël Ducros                  | S&P              | 1 049        | 1,69         |             |             |  |
|                | Antonella Vuono              | LCR              | 1 000        | 1,61         |             |             |  |
|                | Luc Mantello                 | Pôle républicain | 840          | 1,35         |             |             |  |
|                | Nicole Mina                  | MNR              | 588          | 0,94         |             |             |  |
|                | Françoise Lainez             | LO               | 538          | 0,86         |             |             |  |
|                | Roger Sibuet                 | Divers droite    | 471          | 0,76         |             |             |  |
|                | Jacques Lesbaches            | GÉ               | 383          | 0,62         |             |             |  |
|                | Christine de Fontaines       | MPF              | 362          | 0,58         |             |             |  |
|                | Christophe Oddoux            | ND               | 197          | 0,32         |             |             |  |
|                | Hélène Feo                   | Divers           | 143          | 0,23         |             |             |  |
|                |                              |                  |              |              |             |             |  |
| Inscrits       | Inscrits                     | Inscrits         | 97 902       | 100,00       | 97 900      | 100,00      |  |
| Abstentions    | Abstentions                  | Abstentions      | 34 605       | 35,35        | 41 599      | 42,49       |  |
| Votants        | Votants                      | Votants          | 63 297       | 64,65        | 56 301      | 57,51       |  |
| Blancs et nuls | Blancs et nuls               | Blancs et nuls   | 1 044        | 1,65         | 1 916       | 3,4         |  |
| Exprimés       | Exprimés                     | Exprimés         | 62 253       | 98,35        | 54 385      | 96,6        |  |

#### Deuxième circonscription (Albertville)
|                | Hervé Gaymard sortant réélu | UMP               | 24 232 | 50,92  |  |  |  |
|                | André Vairetto              | PS                | 11 749 | 24,69  |  |  |  |
|                | Bernadette Sondaz           | FN                | 4 651  | 9,77   |  |  |  |
|                | Philippe Perrier            | PCF               | 1 981  | 4,16   |  |  |  |
|                | Danielle Rabiller           | Les Verts         | 1 521  | 3,2    |  |  |  |
|                | Guy Martin                  | S&P               | 1 122  | 2,36   |  |  |  |
|                | Mireille Bouvier            | Divers écologiste | 457    | 0,96   |  |  |  |
|                | Catherine Brun              | LO                | 439    | 0,92   |  |  |  |
|                | Armelle Leroy               | Divers écologiste | 431    | 0,91   |  |  |  |
|                | Sonia Stebler               | Pôle républicain  | 356    | 0,75   |  |  |  |
|                | Gérard Trouillard           | MNR               | 318    | 0,67   |  |  |  |
|                | Pierre Biguet               | LO                | 221    | 0,46   |  |  |  |
|                | Josiane Gallerini           | GÉ                | 112    | 0,24   |  |  |  |
|                | Frédéric Berger             | Divers droite     | 0      | 0      |  |  |  |
|                |                             |                   |        |        |  |  |  |
| Inscrits       | Inscrits                    | Inscrits          | 79 193 | 100,00 |  |  |  |
| Abstentions    | Abstentions                 | Abstentions       | 30 903 | 39,02  |  |  |  |
| Votants        | Votants                     | Votants           | 48 290 | 60,98  |  |  |  |
| Blancs et nuls | Blancs et nuls              | Blancs et nuls    | 700    | 1,45   |  |  |  |
| Exprimés       | Exprimés                    | Exprimés          | 47 590 | 98,55  |  |  |  |

#### Troisième circonscription (Chambéry - Saint-Jean-de-Maurienne)
| Candidat       | Candidat                     | Parti             | Premier tour | Premier tour | Second tour | Second tour |  |
| Candidat       | Candidat                     | Parti             | Voix         | %            | Voix        | %           |  |
| -------------- | ---------------------------- | ----------------- | ------------ | ------------ | ----------- | ----------- |  |
|                | Michel Bouvard sortant réélu | UMP               | 25 191       | 44,78        | 29 078      | 58,4        |  |
|                | Bernadette Laclais           | PS                | 14 235       | 25,3         | 20 709      | 41,6        |  |
|                | Jean-Marie Richard-Chevalier | FN                | 6 199        | 11,02        |             |             |  |
|                | Nicole Guilhaudin            | Les Verts         | 2 549        | 4,53         |             |             |  |
|                | Michel Vallet                | PCF               | 2 436        | 4,33         |             |             |  |
|                | Jean Blanc                   | S&P               | 1 564        | 2,78         |             |             |  |
|                | Roger Favier                 | Pôle républicain  | 1 378        | 2,45         |             |             |  |
|                | Sébastien Jolivet            | LCR               | 945          | 1,68         |             |             |  |
|                | Bruno Rota                   | Divers écologiste | 471          | 0,84         |             |             |  |
|                | Jean-Paul Lang               | LO                | 434          | 0,77         |             |             |  |
|                | Hélène Girod                 | MNR               | 434          | 0,77         |             |             |  |
|                | Renée Laurent                | PT                | 258          | 0,46         |             |             |  |
|                | Guy Pellegrin                | GÉ                | 160          | 0,28         |             |             |  |
|                | Francis Colonel              | Divers            | 0            | 0            |             |             |  |
|                |                              |                   |              |              |             |             |  |
| Inscrits       | Inscrits                     | Inscrits          | 89 027       | 100,00       | 89 008      | 100,00      |  |
| Abstentions    | Abstentions                  | Abstentions       | 31 880       | 35,81        | 37 710      | 42,37       |  |
| Votants        | Votants                      | Votants           | 57 147       | 64,19        | 51 298      | 57,63       |  |
| Blancs et nuls | Blancs et nuls               | Blancs et nuls    | 893          | 1,56         | 1 511       | 2,95        |  |
| Exprimés       | Exprimés                     | Exprimés          | 56 254       | 98,44        | 49 787      | 97,05       |  |